# 和島あみ

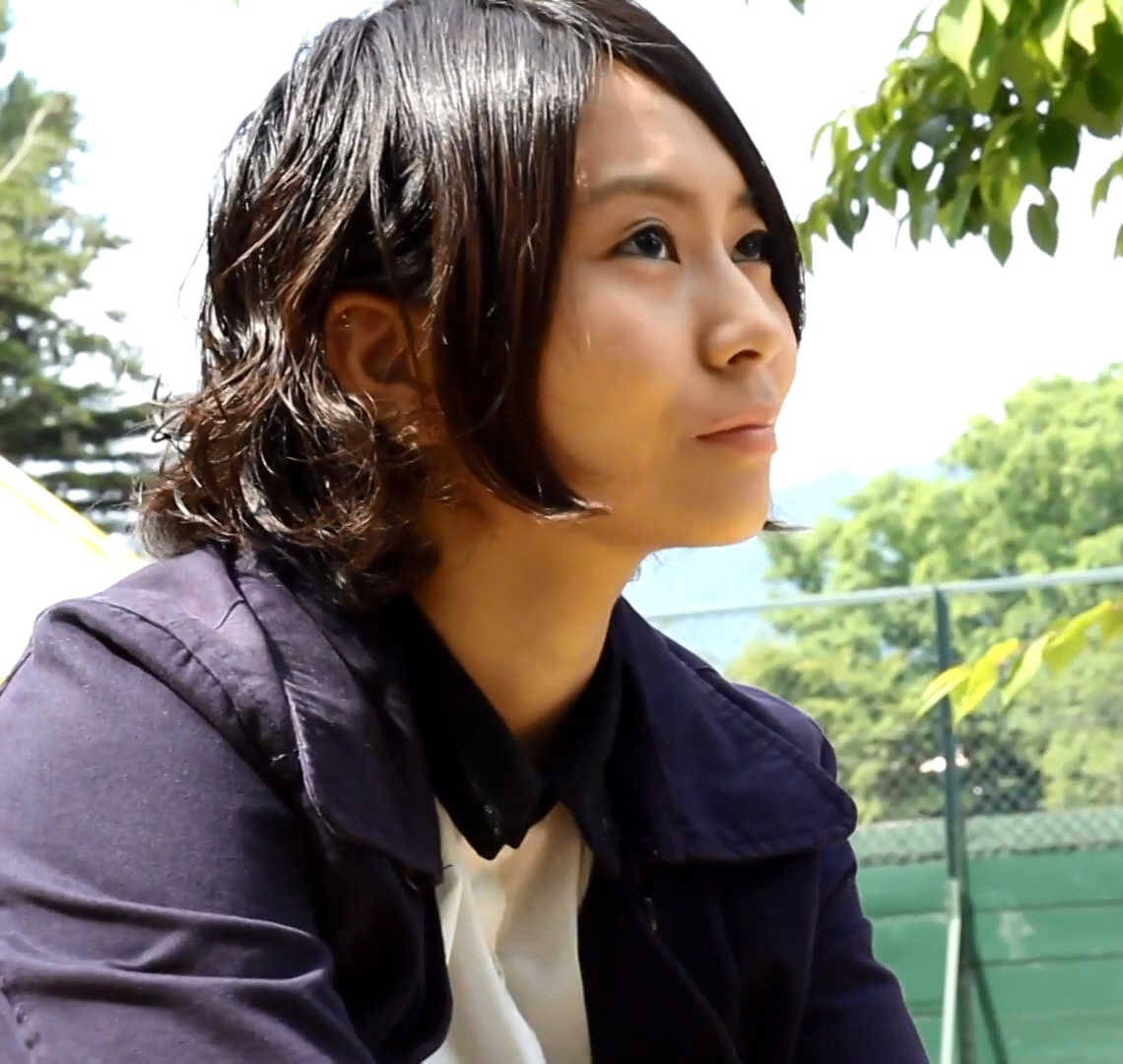
和島あみ（2015年）

和島 あみ（わじま あみ、1998年12月29日 - ）は、日本の女性歌手。北海道倶知安町出身。身長154cm。血液型はB型。

## 来歴
北海道にいた頃にアクターズスタジオ北海道本部校に在籍。「ホリプロ×ポニーキャニオン次世代アニソンシンガーオーディション」で応募総数10,041名の中からグランプリを獲得。
2016年4月より東京に上京し、アーティスト活動を始動する。デビューまでは市立札幌大通高等学校に在籍。
2016年5月3日、ポニーキャニオンよりTVアニメ『迷家-マヨイガ-』オープニング主題歌「幻想ドライブ」でメジャーデビューを飾る。
2017年7月11日、度重なる体調不良につき、年内（2017年）の残りの活動を休止することが発表された。
2018年3月31日、昨年半ばからの活動休止期間を経て、2018年5月6日の初ワンマンライブより活動を再開する予定となったことが和島のオフィシャルサイトで発表された。
2018年6月18日、ホリプロからホリプロインターナショナルに移籍。
2020年8月31日、本人のブログより両側耳管開放症およびメニエール病と診断されたことを公表した。
2020年10月3日、「モノノケ少女」の『サキュバス』の歌役を担当する。

## 人物
- 愛称はわじー[10]。中国語表記では和岛亚美。
- 両親と兄が一人、犬(モグ)の四人と一匹の家族である[11][12]。
- 声がコンプレックスであった彼女を歌手の道へ導いてくれたのは小学生の頃に両親が聴かせてくれた中森明菜の歌であった[11]。
- グランプリを獲得した際には、「生きていてよかった」と思え、「誰にでも未来はある」と感じたと語っている[13]。
- 小学生時代には和太鼓をやっていた[14]。
- 書道五段を取得している、ただし字は汚い[15]。
- 中学生時代ひきこもりを経験、オープニングテーマを担当したTVアニメ「迷家-マヨイガ-」の登場人物と重なる部分があったと語っている[13]。
- 上京の際、最初にできた友達は近所の猫・助六であった[3]。
- 尊敬している人物として、事務所の先輩でもあるMay'nをあげている[16]。
- 好きな食べ物はうどん、かりんとう、麩菓子、塩ラーメン[17]、ほうじ茶。
- 好きな教科は国語で、作文を書くのが好きである[13]。
- アニメを好きになったきっかけはアニソンであったとブログで語っている[17]。また、『けいおん!!』が和島の中で最初に熱中したアニメである[13]。
- 和島あみの涙腺が崩壊したアニメベスト3はは1位がけいおん!!、2位がさくら荘のペットな彼女、3位がノラガミである。[18]
- 「あみ」の由来は、鈴木亜美からとられたのもで、当時2歳の兄がうまく発音出来たのと、画数と、母親のひらがなへのこだわりによるものである[19]。

### ソロ歌手として
2016年11月の記事では「シングル2枚で計4曲のレコーディングをしてきましたが、初レコーディングの『幻想ドライブ』の時は泣きました（苦笑）。私にしか歌えないんじゃないかっていう自信が持てるくらい、私の中で運命的な曲なんですね。今までウジウジと部屋に引きこもっていた自分と、これからアニメと一緒にいろんな場所に行くんだっていう、私の今までとこれからが詰まっているんです。私は自分を変えたくてデビューのきっかけになるオーディションを受けたので、この曲なら変えられるかもしれないと思ったから、泣いてしまったのかもしれません」とインタビューに答えている。
引きこもり生活から脱却して自分を変えるために歌手を志望し、歌のレッスンを受けるために地元を離れて札幌で一人暮らしを始めたが、2015年ごろは灯油代にすら事欠く極貧生活を余儀なくされており、家にいるときは過剰に着込んでずっと体育座りをしながらストーブをつけていない部屋でアニメを見ることもあった。
ニッポン放送の音声プラットフォームアプリ・Himalayaのレギュラー番組「ホリプロちゃんねる～あなたの心の一曲を～」の心の一曲に日笠陽子の「新世界システム」を挙げている。
この曲は「ホリプロ×ポニーキャニオン次世代アニソンシンガーオーディション」の最終選考の課題曲であった。
当時の和島あみにとって、この曲は自分のキャラソンのように感じていた。歌詞にちりばめられている言葉がすべて自分に言っているようだと感じていたという。
この曲をオーディションで歌えたことに意味があったと思っていて、この曲を誰よりも感情的に歌えるのは私だという強い気持ちを持って、この曲に背中を押してもらえ、緊張が緩和された。また、最終選考の自由曲はLiSAの「シルシ」を歌った。

## ディスコグラフィ

### シングル
|            | 発売日         | タイトル        | 規格品番   | 規格品番   | 規格品番   | オリコン 最高位 |
| 初回限定盤 | 発売日         | タイトル        | 通常盤     | アニメ盤   |            | オリコン 最高位 |
| ---------- | -------------- | --------------- | ---------- | ---------- | ---------- | --------------- |
| 1st        | 2016年5月3日   | 幻想ドライブ    | PCCG-70317 | PCCG-01515 | PCCG-01516 | 43位            |
| 2nd        | 2016年8月10日  | 永遠ループ      | PCCG-70330 | PCCG-01520 | PCCG-01531 | 102位           |
| 3rd        | 2018年10月24日 | 壊れかけのRadio | PCCG-01726 | PCCG-01727 |            | 140位           |

### アルバム
|        | 発売日        | タイトル                                                              | 規格品番   | オリコン最高位 |
| ------ | ------------- | --------------------------------------------------------------------- | ---------- | -------------- |
| 1st    | 2017年2月22日 | I AM                                                                  | PCCG-01580 | 220位          |
| カバー | 2020年1月17日 | じわソン 〜声優の卵が選んだ“泣けるアニソン”を、和島あみが歌ってみた〜 | 配信限定   |                |

### 参加作品
| 発売日        | 商品名             | 歌 | 楽曲                                                | 備考 |
| ------------- | ------------------ | --- | --------------------------------------------------- | ---- |
| 2020年10月4日 | MONSTER[モンソニ!] | サキュバス（CV：和泉風花 / 歌：和島あみ）、妲己（CV：佐藤美由希 / 歌：JAMOSA）、奈落（CV：市邑咲 / 歌：Sayumi） | モンソニ！LIVE ウタノチカラの「モノノケ少女」の楽曲 |      |
| 2021年2月11日 | Villain            | サキュバス（CV：和泉風花 / 歌：和島あみ）、妲己（CV：佐藤美由希 / 歌：JAMOSA）、奈落（CV：市邑咲 / 歌：Sayumi） | モンソニ！LIVE ウタノチカラの「モノノケ少女」の楽曲 |      |
| 2021年4月26日 | UNBREAKABLE        | サキュバス（CV：和泉風花 / 歌：和島あみ）、妲己（CV：佐藤美由希 / 歌：JAMOSA）、奈落（CV：市邑咲 / 歌：Sayumi） | モンソニ！LIVE ウタノチカラの「モノノケ少女」の楽曲 |      |

### タイアップ曲
| 楽曲                                            | タイアップ                                                          | 時期   |
| ----------------------------------------------- | ------------------------------------------------------------------- | ------ |
| 幻想ドライブ                                    | TVアニメ『迷家-マヨイガ-』オープニングテーマ                        | 2016年 |
| 永遠ループ                                      | TVアニメ『クロムクロ』エンディングテーマ                            | 2016年 |
| アイ                                            | TVアニメ『デジモンユニバース アプリモンスターズ』エンディングテーマ | 2017年 |
| ココロエンパシー                                | テレビ金沢「となりのテレ金ちゃん」3月のEDテーマ                     | 2017年 |
| Movie Diary - 青春スクロール - (feat. 和島あみ) | TikTok TVCM                                                         | 2018年 |
| 壊れかけのRadio                                 | TVアニメ『あかねさす少女』エンディングテーマ                        | 2018年 |

### 未音源化曲
- リメンバー

## ライブ
| 公演年 | 形態         | タイトル                                                 | 公演日   | 会場                         |
| ------ | ------------ | -------------------------------------------------------- | -------- | ---------------------------- |
| 2017年 | 単発ライブ   | デビュー1周年記念ライブイベント                          | 5月3日   | 渋谷 Star Lounge             |
| 2017年 | 対バンライブ | 【公演中止】『じわフェス 2017』Vol.1 桃井はるこ×和島あみ | 8月6日   | 渋谷 Star Lounge             |
| 2017年 | 対バンライブ | 【公演中止】『じわフェス 2017』Faylan×和島あみ           | 10月14日 | 渋谷 Star Lounge             |
| 2017年 | 単発ライブ   | 【公演中止】和島あみ ワンマンライブ                      | 12月2日  | 渋谷 Star Lounge             |
| 2018年 | 単発ライブ   | 和島あみ 1st ワンマンライブ2018 「I AM」                 | 5月6日   | 渋谷 Star Lounge             |
| 2018年 | 対バンライブ | 【公演中止】和島あみ 対バンライブ「じわフェス2018」      | 9月30日  | 渋谷 Star Lounge             |
| 2018年 | 対バンライブ | 和島あみ 対バンライブ「じわフェス2018」再演              | 12月15日 | 代官山 SPACE ODD             |
| 2019年 | 単発ライブ   | 和島あみ 21st birthday party                             | 12月29日 | 晴れたら空に豆まいて(代官山) |

## イベント
| 年       | 日                                                           | タイトル | 会場                                                       | 特記                                         |
| -------- | ------------------------------------------------------------ | --- | ---------------------------------------------------------- | -------------------------------------------- |
| 2016年   | 4月16日                                                      | お名刺お配り会 | アニメイト横浜                                             |                                              |
| 2016年   | 4月17日                                                      | お名刺お配り会 | アニメイト新宿                                             |                                              |
| 2016年   | 4月17日                                                      | お名刺お配り会 | AKIHABARAゲーマーズ本店                                    |                                              |
| 2016年   | 5月3日                                                       | 「幻想ドライブ」 発売記念お渡し会 | AKIHABARAゲーマーズ本店                                    |                                              |
| 2016年   | 5月5日                                                       | 「幻想ドライブ」 発売記念フリーライブ&サイン会                                                                                        | アニメイト札幌                                             |                                              |
| 2016年   | 5月7日                                                       | 「幻想ドライブ」 発売記念ポスターサイン会                                                                                             | アニメイト渋谷                                             |                                              |
| 2016年   | 5月15日                                                      | TVアニメ「迷家-マヨイガ-」OPED発売記念イベント                                                                                        | ポニーキャニオン1Fイベントスペース                         |                                              |
| 2016年   | 5月22日                                                      | @Jam 2016 | ダイバーシティ東京                                         | オープニングアクト (※初の生バンドによる歌唱) |
| 2016年   | 6月12日                                                      | TVアニメ「迷家-マヨイガ-」 公開ラジオ収録＆10話振り返り上映イベント                                                                   | 新宿バルト9                                                |                                              |
| 2016年   | 6月15日                                                      | ドキドキFOODパーク(藤井孝太郎のログイン!よる☆PA) 札幌まつり                                                                           | 札幌パークホテル西駐車場                                   |                                              |
| 2016年   | 7年24日                                                      | Bilibili Macro Link - Star Phase 2016                                                                                                 | 上海メルセデス・ベンツアリーナ                             |                                              |
| 2016年   | 7月26日                                                      | BEA Presents『Don't miss lt…』 | FUKUOKA BEAT STATION                                       |                                              |
| 2016年   | 8月10日                                                      | 「永遠ループ」 リリース記念イベント                                                                                                   | AKIHABARAゲーマーズ本店                                    |                                              |
| 2016年   | 8月11日                                                      | 「永遠ループ」 リリース記念イベント                                                                                                   | アニメイト秋葉原                                           |                                              |
| 2016年   | 8月13日                                                      | 「永遠ループ」 リリース記念イベント                                                                                                   | コーチャンフォー新川通り店                                 |                                              |
| 2016年   | 8月13日                                                      | 「永遠ループ」 リリース記念イベント                                                                                                   | アニメイト札幌                                             |                                              |
| 2016年   | 8月14日                                                      | 「永遠ループ」 リリース記念イベント                                                                                                   | ポニーキャニオン1Fイベントスペース                         |                                              |
| 2016年   | 9月18日                                                      | ANI-ON! meets MUSIC ～あにみゅ～ | 札幌Sound lab mole                                         |                                              |
| 2016年   | 9月19日                                                      | animeloLIVE! presents アニソンCLUB! VOL.03                                                                                            | ディファ有明                                               |                                              |
| 2016年   | 10月9日                                                      | P’sLIVE TORANOMON SP ～50th Anniversary～ 1部・2部・3部                                                                               | ニッショーホール                                           |                                              |
| 2016年   | 10月15日                                                     | No Maps presents 『SAPPORO ANI – HIGH !!』 supported by ANI-ON！& Anison-R                                                            | Zepp Sapporo                                               |                                              |
| 2016年   | 10月16日                                                     | ANIMAX CARNIVAL PHILIPPINES 2016 | SMX Convention Center Hall 1&2                             |                                              |
| 2016年   | 10月23日                                                     | 中野アニソン文化祭 ～中野アニソンフェス～                                                                                             | 中野サンプラザ前特設ステージ                               |                                              |
| 2016年   | 10月30日                                                     | 第51回つくばね祭 May’n 学園祭コンサート                                                                                               | 流通経済大学 龍ケ崎キャンパス体育館                        | オープニングアクト                           |
| 2016年   | 11月2日                                                      | 国士舘大学 楓門祭2016 May’n スーパーライブ                                                                                            | メイプルセンチュリーホール3階アリーナ                      | オープニングアクト                           |
| 2016年   | 11月6日                                                      | 神奈川工科大学第41回幾徳祭コンサート                                                                                                  | KAITアリーナ                                               | オープニングアクト                           |
| 2016年   | 11月23日                                                     | ANIMAX MUSIX 2016 YOKOHAMA | 横浜アリーナ                                               |                                              |
| 2016年   | 11月27日                                                     | ANIME FESTIVAL ASIA SINGAPORE 2016 クロムクロステージ                                                                                 | SINGAPORE・Suntec Singapore Convention & Exhibition Centre |                                              |
| 2016年   | 11月27日                                                     | ANIME FESTIVAL ASIA SINGAPORE 2016 I Love Anisong concert                                                                             | SINGAPORE・Suntec Singapore Convention & Exhibition Centre |                                              |
| 2016年   | 12月4日                                                      | 「クロムクロブルーレイ第三集」 発売記念イベント                                                                                       | ポニーキャニオン                                           |                                              |
| 2016年   | 12月29日                                                     | AMI WAJIMA presents 「わじー 18th birthday party」                                                                                    | 都内某所                                                   |                                              |
| 2017年   |                                                              | |                                                            |                                              |
| 1月15日  | 「クロムクロブルーレイ第四集」 発売記念イベント              | ポニーキャニオン |                                                            |                                              |
| 1月22日  | サンクチュアリ 2 with SCK                                    | ell.FITS ALL |                                                            |                                              |
| 2月11日  | 和島あみのEZO DRIVE シークレットイベント                     | 札幌市内某所 |                                                            |                                              |
| 2月12日  | FM NORTH WAVE Anison-R ～マンガ・アニメ研究部～ 公開録音     | さっぽろ雪まつり大通11丁目会場「北海道ショールームステージ」                                                                          |                                                            |                                              |
| 2月18日  | 和島あみ1stアルバム「I AM」 リリース記念イベント             | アニメイト秋葉原 |                                                            |                                              |
| 2月22日  | 和島あみ1stアルバム「I AM」 リリース記念イベント             | AKIHABARAゲーマーズ本店 |                                                            |                                              |
| 2月25日  | 和島あみ1stアルバム「I AM」 リリース記念イベント             | アニメイト札幌 |                                                            |                                              |
| 2月26日  | かなざわアニメソングフェス2017                               | 本多の森ホール |                                                            |                                              |
| 3月12日  | FANJ Premium Live -2017 Spring-                              | 京都FANJ |                                                            |                                              |
| 3月19日  | 和島あみ1stアルバム「I AM」 リリース記念イベント 1部・2部    | イオンレイクタウンkaze 光の広場 |                                                            |                                              |
| 3月25日  | AnimeJapan 2017 ポニーキャニオンブースステージ               | 東京ビッグサイト |                                                            |                                              |
| 4月7日   | AIR-G’ 35th Anniversary ANI-ON! meets MUSIC～あにみゅ～Vol.2 | 札幌 cube garden |                                                            |                                              |
| 5月14日  | COMCHA FES（こむちゃフェス）2017 in 野音                     | 日比谷野外音楽堂 | オープニングアクト                                         |                                              |
| 7月30日  | MOTTO ANISONG FESTIVAL                                       | 広州体育館第二体育館 | 出演キャンセル                                             |                                              |
| 8月19日  | C3AFA Jakarta 2017’s I Love Anisong Concert!                 | Jakarta International | 出演キャンセル                                             |                                              |
| 11月26日 | P’s LIVE!05 Go! Love&Passion !!                              | 横浜アリーナ | 出演キャンセル                                             |                                              |
| 2018年   | 7月28日                                                      | 【どさんこみらいフェス】 「ログイン!よる☆PA夏休みSP feat.初音ミク」                                                                   | 北海道グリーンランド特設会場 （いわみざわ公園）            |                                              |
| 2018年   | 8月12日                                                      | MOTTO ANISONG FESTIVAL 2018 | 中山紀念堂                                                 |                                              |
| 2018年   | 9月1日                                                       | C3AFA Jakarta 2018 I LOVE ANISONG DAY2                                                                                                | Indonesia Convention Exhibition (ICE)                      |                                              |
| 2018年   | 10月24日                                                     | 3rdシングル「壊れかけのRadio」リリース記念イベント フリーミニライブ＋ポスターサイン会                                                 | アニメイト横浜                                             |                                              |
| 2018年   | 10月26日                                                     | 3rdシングル「壊れかけのRadio」リリース記念イベント フリーミニライブ＆ジャケットサイン会                                               | AKIHABARAゲーマーズ本店                                    |                                              |
| 2018年   | 10月28日                                                     | 3rdシングル「壊れかけのRadio」リリース記念イベント [１部]フリーミニライブ＋ポスターサイン会 [2部]フリーミニライブ＋ジャケットサイン会 | アニメイト札幌                                             |                                              |
| 2018年   | 11月3日                                                      | まんさいアニソンライブ | 高知市文化プラザかるぽーと７階                             |                                              |
| 2018年   | 11月11日                                                     | GAINA MATSUYAMA 2018 | 愛媛県武道館                                               |                                              |
| 2018年   | 11月14日                                                     | FUN’S PROJECT presents『あかねさす少女』スペシャルトークイベント                                                                      | 東京アニメセンター in DNPプラザ ２Fイベントスペース        |                                              |
| 2019年   | 2月3日                                                       | 札幌マンガ・アニメ＆声優専門学校 オープンキャンパス                                                                                   | 札幌マンガ・アニメ＆声優専門学校                           |                                              |
| 2019年   | 2月4日                                                       | 第70回さっぽろ雪まつり | さっぽろ雪まつり 大通11丁目会場（国際広場）内 特設ステージ |                                              |
| 2019年   | 2月16日                                                      | リスアニ！CIRCUIT Vol.08 | 新宿ReNY                                                   |                                              |
| 2019年   | 5月11日                                                      | ANISONG × ONSEN ANISEN アニセン | 粟津温泉のとや                                             |                                              |
| 2019年   | 8月16日                                                      | テレビ北海道開局30周年記念『ANIME SPARK!!』―アニスパ― さっぽろアニソン夏まつり（前夜祭）                                              | Zepp Sapporo                                               |                                              |
| 2019年   | 8月17日                                                      | テレビ北海道開局30周年記念『ANIME SPARK!!』―アニスパ― さっぽろアニソン夏まつり（本祭）                                                | Zepp Sapporo                                               |                                              |
| 2019年   | 8月26日                                                      | ホリプロサマーフェス2019 | 某所                                                       |                                              |
| 2019年   | 9月20-22日                                                   | Anime Festival Freiburg 2019（ドイツ・フライブルク）                                                                                  | BURGERHAUS ZAHRINGEN                                       |                                              |
| 2020年   | 3月7日                                                       | リスアニ！LIVE SPECIAL EDITION ハルヤスミ at 北海道                                                                                   | カナモトホール                                             | 公演中止                                     |

## 出演

### テレビ
- アニゲー☆イレブン!（BS11、2017年2月16日 ）
- ライブB♪（TBSテレビ、2017年2月21日）
- アニメ大好き！濃厚アニソン カウントダウン(ミュージック・ジャパンTV、2018年11月)
- A応Pとフェスぴ〜!!!(AT-X、2019年 #05- #06)
- スイッチン!(テレビ北海道、2019年8月17日)
- BomberE(メ〜テレ、2020年2月26日)

### ラジオ
レギュラー
- 和島あみのEZO DRIVE（AIR-G' メインパーソナリティ）
  - 第1期：2016年5月8日 - 7月31日 （ANI-ON!番組内コーナー）
  - 第2期：2017年1月2日 - 3月27日

### Web
- 和島あみの自問自答のとりしらべ室(ニコニコ生放送)
  - 初生出演！和島あみの自問自答のとりしらべ室 ～デビュー特番～(2016年4月22日)
  - 永遠ループ発売記念！和島あみの自問自答のとりしらべ室～スタジオライブ～(2016年8月1日)
  - 1stアルバム「I AM」発売記念！和島あみの自問自答のとりしらべ室～「I AM」大解剖～(2017年2月21日)
- 『 #アニソンHOLIC 』SATURDAY SPECIAL SELECTION ONE DAY 和島あみ（TS ONE 2020年2月15日)
- 和島あみの、らじわじわじー(音声配信アプリ「REC.」 2020年5月6日 - )
- JAPAN EXPO MALAYSIA 2020 GOES VIRTUAL (KAZE STAGE) (2020年7月18日)
- JAPAN EXPO MALAYSIA 2020 GOES VIRTUAL  "Exclusive Meet & Greet with Ami Wajima”(2020年7月18日)

ゲスト出演
- mora Youtubeチャンネル「新人アニソンシンガー和島あみ デビュー曲「幻想ドライブ」リリース記念コメントで業界用語を教わる。」（2016年4月27日）[27]
- NEXTSTAR(LINE LIVE 2016年7月6日)
- アニメぴあちゃんねる(FRESH! by AbemaTV・ニコニコ生放送 2016年8月11日・2017年1月12日)
- 新井里美・木戸衣吹のゆるっとあふたぬ〜ん(ニコニコ生放送 2016年5月21日)
- 電波ラボラトリー(ニコニコ生放送 2016年8月18日)
- アニメディア公式番組「超！アニメディア（生）」(ニコニコ生放送 2017年2月9日)
- ポニーキャニオン主催ライブイベント「P's LIVE!05」制作発表ニコ生(ニコニコ生放送 2017年6月21日)
- ホリプロちゃんねる（Himalaya、#93-#96）
- COUNTDOWN FRIDAY 飯田里穂のオールアニソンTOP20（TS ONE 2018年9月7日※）[28]
- GAINA MATSUYAMA 2018 直前特番、イベント前最終放送 (SHOWROOM 11月7日)
- 大橋彩香のへごまわし！(ニコニコ生放送 2019年12月11日)
- Run Girls, Run!の3人4脚自由形（ニコニコチャンネル、YouTube 2020年1月21日）
- 山崎エリイの「アレがこうなって、コレがああなって」(ニコニコ生放送 2020年2月13日)

### その他
- 不思議箱屋 自主製作映画「多香美と明日奈」（小池明日奈）[29]